# Iveco 370
Iveco 370 — туристический автобус особо большой вместимости производства Iveco.

## Первое поколение (1976—1982)

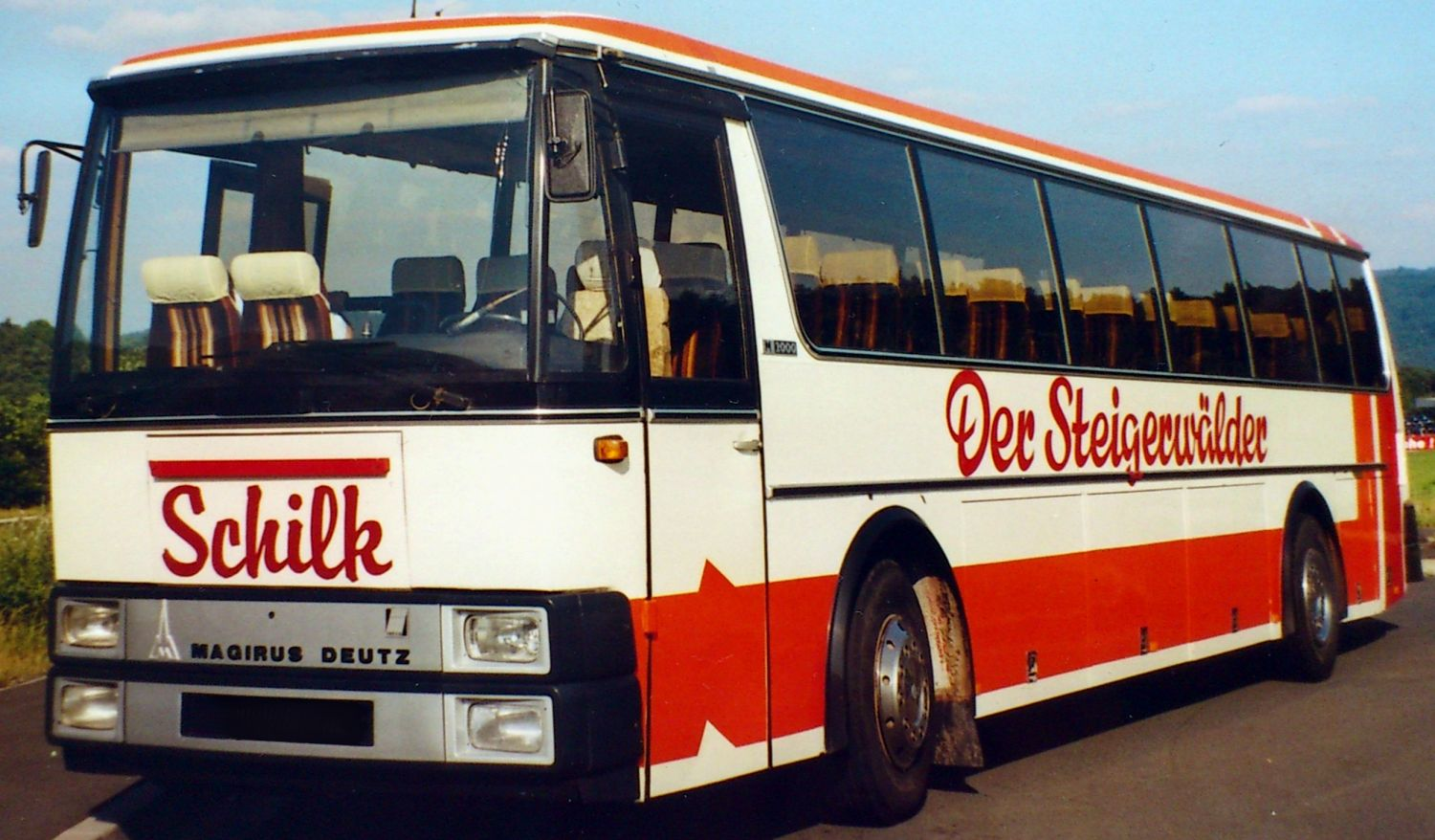
Magirus M2000

В августе 1976 года стартовало производство автобуса Fiat 370 с логотипом Iveco. Первоначально было произведено 12-метровое шасси GT. Начиная с 1977 года, в семейство вошло укороченное на 2 метра шасси, а в 1978 году в семейство вошло 11-метровое шасси. В 1980 году на шасси Iveco 370 был произведён автобус Poker от компании Carrozzeria Orlandi. Производство первого поколения завершилось в 1982 году.

### Модельный ряд
- Fiat 370.10.20 — модификация с 6-цилиндровым двигателем Fiat 8220.02 объёмом 9572 см3, развивающим мощность 200 л. с., производился в 1977—1980 годах.
- Fiat 370.10.25 — модификация с 6-цилиндровым двигателем Fiat 8260.02 объёмом 12880 см3, развивающим мощность 260 л. с., производился в 1980—1982 годах.
- Fiat 370.11.26 — модификация с 6-цилиндровым двигателем Fiat 8260.02 объёмом 12880 см3, развивающим мощность 260 л. с., производился в 1980—1982 годах.
- Fiat 370.12.25 — модификация с 6-цилиндровым двигателем Fiat 8260.02 объёмом 12880 см3, развивающим мощность 260 л. с., производился в 1980—1982 годах.
- Fiat 370.12.26 — модификация с 6-цилиндровым двигателем Fiat 8210.02 объёмом 13798 см3, развивающим мощность 260 л. с., производился в 1976—1980 годах.
- Fiat 370.12.35 — модификация с 8-цилиндровым двигателем Fiat 8280.02 объёмом 17174 см3, развивающим мощность 352 л. с., производился в 1971—1983 годах.

## Второе поколение (1982—1987)

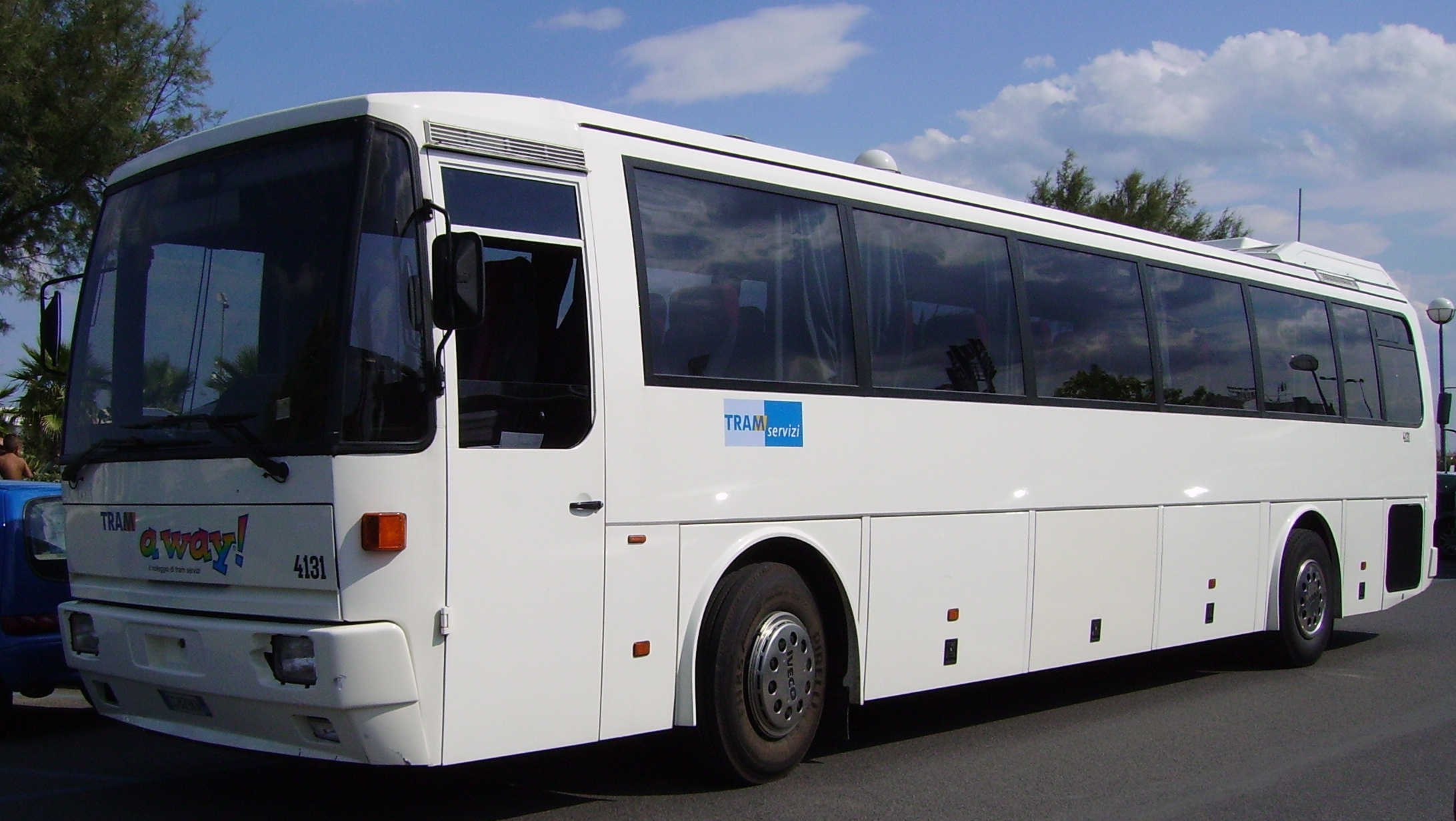
Второе поколение Iveco 370

В 1982 году автобусы на шасси GT были оборудованы двигателем внутреннего сгорания Fiat 8220.22 объёмом 9,572 см3, мощностью 352 л. с. Вместо логотипов Fiat, Unic и Magirus-Deutz использовался логотип Iveco. В 1985 году атмосферные дизельные двигатели были вытеснены двигателями с турбонаддувами. Длины автобусов варьировались от 9 до 12 метров. Производство второго поколения завершилось в 1987 году.

### Модельный ряд
- Iveco 370.10.L25.
- Iveco 370.10.24[1].
- Iveco 370.12.L25.
- Iveco 370.12.30[2].
- Ивеко 370.12.35.
- Ивеко 370.9.24.

## Третье поколение (1987—1993)
Начиная с 1987 года, модель Iveco 370 получила название 370S. Все модификации были укомплектованы дизельным двигателем внутреннего сгорания Fiat 8210.22B объёмом 13798 см3, мощностью 304 л. с. Производство третьего поколения завершилось в 1993 году.

### Модельный ряд
- Iveco 370S.10.24.
- Iveco 370S.10.L25.
- Iveco 370S.12.30.
- Iveco 370S.12.35.
- Iveco 370S.9.24.

## Четвёртое поколение (1993—1996)
Последнее поколение автобусов Iveco 370 производилось с 1993 года под индексом 370SE, поскольку модели позиционировались как экологические. Чаще всего производство передавали на заводы Orlandi и Dalla Via. Модели были оснащены дизельным двигателем внутреннего сгорания Fiat 8460.41 S объёмом 9500 см3, мощностью 345 л. с. Производство четвёртого поколения завершилось в 1996 году, но на основе шасси Iveco 370 автобусы производились до 1999 года.

### Модельный ряд
- Iveco 370SE.9.27.
- Iveco 370SE.10.29.
- Iveco 370SE.12.31.
- Iveco 370SE.12.35.